# Khar Kat-e Bala
Khar Kat-e Bala é uma cidade na província de Badaquexão, situada no nordeste do Afeganistão.